# Harnessing Ruin
Harnessing Ruin è il sesto album in studio del gruppo death metal statunitense Immolation, pubblicato nel 2005.

## Tracce
1. Swarm of Terror – 3:14
2. Our Savior Sleeps – 3:36
3. Challenge the Storm – 3:56
4. Harnessing Ruin – 4:30
5. Dead to Me – 5:18
6. Son of Iniquity – 6:06
7. My Own Enemy – 6:45
8. Crown the Liar – 4:53
9. At Mourning's Twilight – 7:47

## Formazione
- Ross Dolan – basso, voce
- Bill Taylor – chitarra
- Robert Vigna – chitarra
- Steve Shalaty – batteria